# Ndebi
Ndebi est un village de la Région du Littoral du Cameroun, situé dans la commune de Ndom. 

## Population et développement
En 1967, la population de Ndebi était de 256 habitants, essentiellement des Babimbi du peuple Bassa. La population de Ndebi était de 187 habitants dont 97 hommes et 90 femmes, lors du recensement de 2005.  